# NGC 1302
NGC 1302 (również PGC 12431) – galaktyka spiralna z poprzeczką (SB0-a), znajdująca się w gwiazdozbiorze Pieca. Odkrył ją Edward Emerson Barnard w lutym 1885 roku.
W galaktyce tej zaobserwowano supernową SN 2003if.